# Dmitrij Bogaev
Dmitrij Aleksandrovič Bogaev (in russo Дмитрий Александрович Богаев?; Achtubinsk, 24 gennaio 1994) è un ex calciatore russo, di ruolo difensore.

## Caratteristiche tecniche
È un terzino destro.

## Carriera

### Club
Cresciuto nelle giovanili dello Zenit San Pietroburgo, ha esordito in prima squadra il 23 settembre 2015 in un match di Kubok Rossii vinto 3-0 contro il Volga Tver'.

### Nazionale
Ha giocato nella nazionale russa Under-21.

## Statistiche

### Presenze e reti nei club
Statistiche aggiornate al 24 dicembre 2017.
| Stagione        | Squadra         | Campionato      | Campionato | Campionato | Coppe nazionali | Coppe nazionali | Coppe nazionali | Coppe continentali | Coppe continentali | Coppe continentali | Altre coppe | Altre coppe | Altre coppe | Totale | Totale | Totale |
| Stagione        | Squadra         | Comp            | Pres       | Reti       | Comp            | Pres            | Reti            | Comp               | Pres               | Reti               | Comp        | Pres        | Reti        | Pres   | Reti   |        |
| --------------- | --------------- | --------------- | ---------- | ---------- | --------------- | --------------- | --------------- | ------------------ | ------------------ | ------------------ | ----------- | ----------- | ----------- | ------ | ------ | ------ |
| 2015-2016       | Zenit           | PL              | 5          | 0          | CR              | 1               | 0               | UCL                | 1                  | 0                  |             | -           | -           | 7      | 0      |        |
| 2016            | Palanga         | 1L              | 0          | 0          | CL              | 1               | 0               |                    | -                  | -                  |             | -           | -           | 1      | 0      |        |
| 2016-2017       | Tosno           | PFNL            | 24         | 1          | CR              | 4               | 0               |                    | -                  | -                  |             | -           | -           | 28     | 1      |        |
| 2017-2018       | Zenit           | PL              | 0          | 0          | CR              | 0               | 0               | UEL                | 0                  | 0                  |             | -           | -           | 0      | 0      |        |
| Totale carriera | Totale carriera | Totale carriera | 29         | 1          |                 | 6               | 0               |                    | 1                  | 0                  |             | -           | -           | 36     | 1      |        |

## Palmarès

### Club
- Coppa di Russia: 1

Zenit San Pietroburgo: 2015-2016
- Supercoppa di Russia: 1

Zenit San Pietroburgo: 2016